# سوگیری مطلوبیت اجتماعی

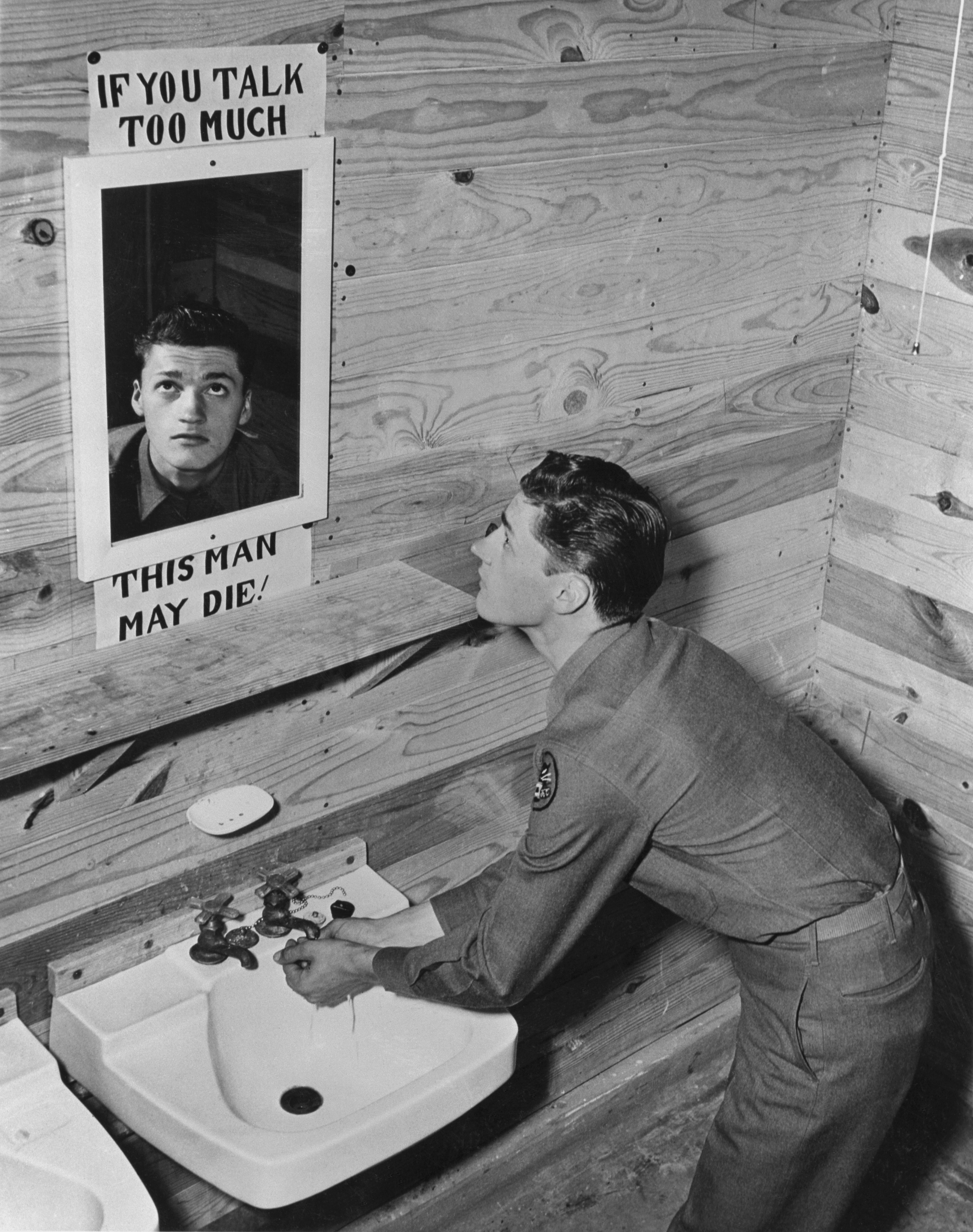
سوگیری مطلوبیت اجتماعی به موضوعاتی اشاره دارد که به دلیل خصوصی بودن، غیرقانونی یا غیراخلاقی بودن مطلوب اجتماع نیست و به همین دلیل از کارایی پرسش‌نامه های پژوهشی مربوط به آنها کاسته می‌شود.

سوگیری مطلوبیت اجتماعی (انگ‍: Social-desirability bias) در پژوهش‌های علوم اجتماعی، نوعی سوگیری پاسخ است که در آن پاسخ‌دهندگان نظرسنجی تمایل دارند به‌گونه‌ای به پرسش‌ها پاسخ دهند که از دید دیگران مطلوب یا قابل پذیرش باشد. این سوگیری می‌تواند به‌شکل بیش‌گزارش‌دهی رفتارهای «خوب» یا کم‌گزارش‌دهی رفتارهای «بد» یا نامطلوب بروز کند. این گرایش، مشکلی جدی در اجرای پژوهش‌هایی به‌وجود می‌آورد که بر پایهٔ خود گزارشی انجام می‌شوند. چنین سوگیری‌ای در تفسیر گرایش‌های میانگین و نیز تفاوت‌های فردی اختلال ایجاد می‌کند.

## موضوعاتی که در معرض سوگیری مطلوبیت اجتماعی هستند
موضوعاتی که در آن‌ها پاسخ‌دهی مطلوبیت اجتماعی  به‌طور خاص نگران‌کننده است، شامل خود گزارش‌هایی دربارهٔ توانایی‌ها، ویژگی‌های شخصیتی، رفتار جنسی و مصرف مواد مخدر هستند. برای نمونه، هنگام مواجهه با پرسشی مانند «چند وقت یک‌بار استمنا می‌کنید؟»، پاسخ‌دهنده ممکن است به دلیل تابوهای اجتماعی علیه استمنا، تحت فشار قرار گیرد و تعداد دفعات را کمتر از واقع گزارش کند یا از پاسخ‌دادن به پرسش اجتناب ورزد. در نتیجه، میانگین نرخ‌های استمنا که از طریق نظرسنجی‌های خود گزارشی به‌دست می‌آید، احتمالاً به‌شدت کمتر از میزان واقعی خواهد بود.
به‌طور مشابه، در مواجهه با پرسشی مانند «آیا مواد مخدر/مواد غیرقانونی مصرف می‌کنید؟»، پاسخ‌دهنده ممکن است تحت تأثیر این واقعیت قرار گیرد که مواد کنترل‌شده — از جمله ماری‌جوانا که نسبتاً رایج‌تر است — معمولاً غیرقانونی هستند. افراد ممکن است تحت فشار قرار بگیرند که مصرف مواد را انکار یا توجیه کنند (مثلاً: «فقط وقتی دوستانم هستند ماری‌جوانا می‌کشم»). این سوگیری همچنین می‌تواند بر گزارش تعداد شرکای جنسی تأثیر بگذارد. در واقع، این سوگیری ممکن است در جهت‌های مخالف بر گروه‌های مختلف اثر بگذارد: مردان معمولاً اعداد را بزرگ‌نمایی می‌کنند، در حالی که زنان تمایل به کم‌نمایی دارند. در هر دو مورد، میانگین گزارش‌های هر دو گروه احتمالاً به‌دلیل سوگیری مطلوب اجتماعی تحریف‌شده خواهد بود.

### دیگر موضوعاتی که نسبت به سوگیری مطلوبیت اجتماعی حساس هستند، شامل موارد زیر می‌شوند
- احساسات مربوط به ناراحتی روانی[۲][۳]
- ویژگی‌های شخصیتی خود گزارش‌ شده، که معمولاً با سوگیری مطلوبیت اجتماعی همبستگی بالایی دارند[۴]
- درآمد و دستمزد شخصی، که در سطوح پایین‌تر اغلب بزرگ‌نمایی و در سطوح بالاتر کم‌نمایی می‌شود
- احساسات مربوط به بی‌ارزشی یا ناتوانی، که اغلب انکار می‌شود
- کارکردهای دستگاه دفعی، که معمولاً با ناراحتی مورد بحث قرار می‌گیرد یا اصلاً مطرح نمی‌شود
- پایبندی به برنامه‌های دارویی، که معمولاً بیش‌برآورد می‌شود
- تنظیم خانواده، از جمله استفاده از ضدبارداری و سقط جنین[۵][۶]
- دین، که اغلب نادیده گرفته می‌شود یا با ناراحتی مطرح می‌گردد[۷]
- میهن‌دوستی، که ممکن است بیش‌برآورد شود یا در صورت انکار با ترس از قضاوت دیگران همراه باشد
- تعصب و نابردباری، که حتی در صورت وجود، معمولاً انکار می‌شوند
- دستاوردهای فکری، که اغلب بیش‌برآورد می‌شوند
- ظاهر فیزیکی، که ممکن است یا بزرگ‌نمایی یا کوچک‌نمایی شود
- اعمال خشونت فیزیکی واقعی یا خیالی، که معمولاً انکار می‌شوند
- نشانه‌های نوع‌دوستی یا «بخشندگی»، که اغلب بیش‌برآورد می‌شوند
- اعمال غیرقانونی، که معمولاً انکار می‌شوند
- مشارکت در انتخابات[۸][۹]
- حمایت از احزاب افراطی راست‌گرا[۱۰]

## تفاوت‌های فردی در پاسخ‌دهی مطلوب اجتماعی
در سال ۱۹۵۳، آلن ال. ادواردز مفهوم مقبولیت/مطلوبیت اجتماعی را به روان‌شناسی معرفی کرد و نقش آن را در سنجش ویژگی‌های شخصیتی نشان داد. او نشان داد که ارزیابی مقبولیت اجتماعی توصیف‌های ویژگی‌های شخصیتی، هم‌بستگی بسیار بالایی با احتمال تأیید آن‌ها توسط گروهی از افراد دارد. در نخستین آزمایش او، هم‌بستگی میان ارزیابی‌های گروهی از دانشجویان دربارهٔ مطلوبیت اجتماعی مجموعه‌ای از ویژگی‌ها و احتمال تأیید آن ویژگی‌ها توسط گروه دیگری از دانشجویان به‌حدی بالا بود که معنا و اعتبار ویژگی‌های شخصیتی را مخدوش می‌کرد. به‌عبارت دیگر، آیا این خود توصیف‌ها واقعاً ویژگی‌های شخصیتی را بازتاب می‌دهند یا صرفاً میزان مطلوبیت اجتماعی را؟
ادواردز در ادامه، نخستین مقیاس مطلوبیت اجتماعی را طراحی کرد که شامل ۳۹ پرسش درست/نادرست برگرفته از پرسش‌نامه شخصیتی چندمحوری مینه‌سوتا بود. این پرسش‌ها از نظر قضاوت داوران، با توافق بالا قابل رتبه‌بندی بر اساس مطلوبیت اجتماعی بودند. این موارد در ادامه، با طیف وسیعی از مقیاس‌های سنجشی، از جمله مقیاس‌های شخصیتی و تشخیصی، هم‌بستگی بسیار بالایی نشان دادند. مقیاس مطلوبیت اجتماعی همچنین با مقیاس ناامیدی بک نیز هم‌بستگی بالایی دارد.

## ابزارهای استاندارد برای سنجش پاسخ‌دهی مطلوب اجتماعی فردی
تا دههٔ ۱۹۹۰، پرکاربردترین ابزار سنجش پاسخ‌دهی مطلوب اجتماعی، «مقیاس مطلوبیت اجتماعی مارلو–کرون» بود. نسخهٔ اصلی این مقیاس شامل ۳۳ سؤال به‌صورت درست/نادرست بود. نسخهٔ کوتاه‌تر آن، که با نام «نسخهٔ استراهن–گرباسی» شناخته می‌شود، تنها ۱۰ سؤال دارد، اما برخی پژوهشگران دربارهٔ پایایی این نسخه تردیدهایی مطرح کرده‌اند.
در سال ۱۹۹۱، دلروی ال. پالهاوس ابزار فهرست متوازن پاسخ‌دهی  را منتشر کرد؛ پرسش‌نامه‌ای که برای سنجش دو شکل از پاسخ‌دهی مطلوب اجتماعی طراحی شده است. این ابزار شامل ۴۰ سؤال است که دو زیر مقیاس مجزا دارد: یکی مدیریت برداشت که نشان‌دهندهٔ تمایل فرد به ارائهٔ تصویر مثبت‌نمایانه از خود به دیگران است؛ و دیگری ارتقای فریب‌ناآگاهانهٔ خود که بازتاب‌دهندهٔ توصیف‌های صادقانه اما اغراق‌آمیز از خود است. نسخهٔ تجاری این ابزار با نام مقیاس‌های فریب پالهاوس شناخته می‌شود.
مقیاس‌هایی برای سنجش سبک‌های پاسخ‌گویی در بسیاری از زبان‌های عمده دنیا وجود دارند، از جمله به زبان ایتالیایی، و آلمانی.

## فنونی برای کاهش سوگیری مطلوبیت اجتماعی

### ناشناس‌سازی و محرمانگی
اجرای پرسش‌نامه‌ها به‌صورت ناشناس، در مقایسه با روش‌های حضوری یا تلفنی، نشان داده است که به گزارش بیشتر مواردی منجر می‌شود که معمولاً تحت تأثیر سوگیری مطلوبیت اجتماعی قرار می‌گیرند. در نظرسنجی‌های ناشناس، به شرکت‌کننده اطمینان داده می‌شود که پاسخ‌هایش به‌هیچ‌وجه به هویت او پیوند داده نخواهد شد و از او خواسته نمی‌شود اطلاعات حساس را مستقیماً به یک پرسشگر اعلام کند.
ناشناس‌سازی می‌تواند از طریق اجرای پرسش‌نامه‌های کاغذی توسط خود فرد و بازگرداندن آن‌ها از طریق پاکت، پست، یا صندوق رأی صورت گیرد. همچنین می‌توان از ابزارهای الکترونیکی مانند رایانه، گوشی هوشمند یا تبلت برای اجرای خودکار پرسش‌نامه استفاده کرد. در مواردی که افراد کم‌سواد یا بی‌سواد باشند، می‌توان از نسخه‌های صوتی نظرسنجی‌های الکترونیکی بهره برد.
محرمانگی نیز می‌تواند در شرایطی که ناشناس‌سازی ممکن نیست، از طریق اطمینان از حضور تنها کارکنان مطالعه هنگام اجرای نظرسنجی و حفظ محرمانگی داده‌ها پس از تکمیل آن‌ها تضمین شود. گنجاندن جملاتی در پرسش‌نامه که به حفظ محرمانگی داده‌ها اشاره می‌کنند، می‌تواند اثرات متناقضی داشته باشد: این کار ممکن است از یک‌سو باعث افزایش پاسخ‌دهی به سؤالات حساس به دلیل اعتماد بیشتر شود، یا از سوی دیگر باعث کاهش پاسخ‌دهی به‌دلیل افزایش تردید و نگرانی شود.

### فنون تخصصی پرسشگری
چندین فن پرسشگری برای کاهش سوگیری در مواجهه با سؤالات حساس به مطلوبیت اجتماعی توسعه یافته‌اند. استفاده از تکنیک‌های پیچیدهٔ پرسشی می‌تواند به کاهش سوگیری مطلوبیت اجتماعی کمک کند، اما ممکن است برای پاسخ‌دهندگان گیج‌کننده یا دشوار برای درک باشد.
فراتر از این فنون خاص، استفاده از واژگان و عباراتی بی‌طرفانه در صورت‌بندی سؤال و راهنمای پاسخ‌دهی نیز می‌تواند به کاهش سوگیری مطلوب اجتماعی منجر شود.

#### روش صندوق رأی
روش صندوق رأی با فراهم‌کردن امکان پاسخ‌دهی خصوصی، به پاسخ‌دهندگان در نظرسنجی‌ها ناشناس‌بودن را ارائه می‌دهد. در این روش، شرکت‌کنندگان پرسش‌نامه‌های حاوی سؤالات حساس را به‌صورت خود گزارش‌ دهی تکمیل کرده و آن‌ها را در صندوقی قفل‌شده قرار می‌دهند. مصاحبه‌گر اطلاعی از پاسخ‌های درج‌شده در برگهٔ رأی ندارد و به قفل صندوق نیز دسترسی نخواهد داشت؛ این موضوع باعث پنهان‌ماندن پاسخ‌ها و کاهش احتمال بروز سوگیری مطلوبیت اجتماعی می‌شود.
با این حال، هر برگهٔ رأی دارای یک شمارهٔ شناسایی منحصربه‌فرد است که امکان تطبیق پاسخ‌های آن با یک پرسش‌نامهٔ مکمل (حاوی سؤالات کمتر حساس) را فراهم می‌کند.
روش صندوق رأی به‌طور موفقیت‌آمیز در مطالعات مربوط به برآورد رفتارهای جنسی حساس در زمینهٔ پیشگیری از HIV به کار گرفته شده است، همچنین برای بررسی استفادهٔ غیرقانونی از منابع زیست‌محیطی نیز مورد استفاده قرار گرفته است.
در یک مطالعهٔ اعتبارسنجی که در آن رفتار مشاهده‌شده با رفتار گزارش‌شده از طریق چندین روش کنترل سوگیری مقایسه شد، روش صندوق رأی دقیق‌ترین روش کاهش سوگیری تشخیص داده شد و عملکرد آن به‌طور قابل‌توجهی بهتر از روش پاسخ تصادفی بود.

#### فنون پاسخ‌دهی تصادفی
راهکار پاسخ‌دهی تصادفی از شرکت‌کننده می‌خواهد که یا پاسخی ثابت بدهد یا بسته به نتیجهٔ یک عمل تصادفی، پاسخ واقعی خود را اعلام کند.
برای نمونه، از پاسخ‌دهنده خواسته می‌شود که به‌طور پنهانی سکه‌ای بیندازد: اگر شیر آمد، صرف‌نظر از پاسخ واقعی، «بله» بگوید؛ و اگر خط آمد، پاسخ واقعی خود را اعلام کند. این روش به پژوهشگر اجازه می‌دهد بدون نیاز به دانستن وضعیت واقعی هیچ‌یک از شرکت‌کنندگان، نرخ واقعی بروز یک رفتار خاص را در میان جمعیت مورد مطالعه برآورد کند.
با این حال، پژوهش‌ها نشان داده‌اند که اعتبار راهکار پاسخ‌دهی تصادفی محدود است.
مطالعات اعتبارسنجی نشان داده‌اند که در برخی رفتارهای حساس، عملکرد روش پاسخ‌دهی تصادفی حتی ضعیف‌تر از پرسش‌گری مستقیم بوده است، و باید در استفاده از این روش با احتیاط عمل کرد.

#### فنون نام‌برداری و دوستِ صمیمی
در روش نام‌برداری ، به‌جای پرسش مستقیم دربارهٔ رفتار خودِ پاسخ‌دهنده، از او دربارهٔ رفتار دوستان نزدیکش پرسیده می‌شود. از شرکت‌کننده پرسیده می‌شود که چند نفر از دوستان نزدیک او قطعاً رفتاری حساس را انجام داده‌اند و به‌نظر او، چند نفر از دیگران از این رفتار اطلاع دارند. با استفاده از این پاسخ‌ها، می‌توان تخمین‌هایی دربارهٔ شیوع رفتار موردنظر در جمعیت به‌دست‌آورد.
روش مشابه دیگری با عنوان گزارش دوستِ صمیمی نیز وجود دارد که در آن، شرکت‌کننده دربارهٔ رفتار تنها یک دوستِ صمیمی خود گزارش می‌دهد.

#### فن شمارش غیرهمسان
در فن شمارش غیرهمسان، از پاسخ‌دهندگان خواسته می‌شود مشخص کنند که چند مورد از یک فهرست چندگزینه‌ای برایشان صدق می‌کند یا انجام داده‌اند، بدون آنکه مشخص کنند کدام موارد خاص را انتخاب کرده‌اند. شرکت‌کنندگان به‌صورت تصادفی به یکی از دو گروه تقسیم می‌شوند: گروهی که تنها فهرستی از موارد غیرحساس را دریافت می‌کند، و گروهی که همان فهرست را به‌همراه یک مورد حساس اضافی دریافت می‌کند.
با مقایسه میانگین تعداد مواردی که در هر گروه انتخاب شده‌اند، می‌توان به‌طور غیرمستقیم تخمینی از میزان پاسخ «مثبت» به مورد حساس به‌دست‌آورد، بدون اینکه نیاز به افشای مستقیم پاسخ فرد باشد.

#### روش پاسخ‌گویی گروهی
روش پاسخ‌گویی گروهی که با نام‌های «روش دو-کارت» یا «روش سه-کارت» نیز شناخته می‌شود، با ترکیب گزینه‌های پاسخ به‌گونه‌ای عمل می‌کند که گزینه حساس با حداقل یک گزینه غیرحساس در یک گروه قرار می‌گیرد.
در این تکنیک، به شرکت‌کنندگان کارتی داده می‌شود که مجموعه‌ای از پاسخ‌های ممکن را نشان می‌دهد. پاسخ‌دهنده یکی از گزینه‌های گروه‌بندی‌شده را انتخاب می‌کند که در آن، پاسخ حساس با یک یا چند پاسخ غیرحساس ترکیب شده است. به این ترتیب، پاسخ‌دهی فرد مبهم می‌ماند و مشخص نمی‌شود که گزینه انتخابی‌اش به کدام مورد خاص تعلق داشته است.
این روش به کاهش سوگیری ناشی از مطلوبیت اجتماعی کمک می‌کند، زیرا شرکت‌کنندگان می‌توانند پاسخی دهند که شامل مورد حساس باشد، بدون اینکه به‌طور مستقیم افشایش کنند.

#### روش‌های متقاطع، مثلثی و حساسیت‌پنهان
این روش‌ها از شرکت‌کنندگان می‌خواهند بر اساس پاسخ به دو یا چند سؤال — که تنها یکی از آن‌ها حساس است — یک گزینه را انتخاب کنند.
برای نمونه، از شرکت‌کننده پرسیده می‌شود که آیا سال تولدش زوج است و آیا مرتکب فعالیت غیرقانونی شده است یا خیر. اگر پاسخ او به هر دو سؤال «بله» یا هر دو «خیر» باشد، باید گزینه «الف» را انتخاب کند؛ و اگر تنها یکی از آن‌ها «بله» و دیگری «خیر» باشد، گزینه «ب» را انتخاب کند. با ترکیب سؤالات حساس و غیرحساس، پاسخ فرد به سؤال حساس به‌طور مؤثر پنهان می‌ماند.
این روش‌ها مانند مدل متقاطع، مدل مثلثی، و روش حساسیت پنهان طراحی شده‌اند تا امکان گزارش‌دادن رفتارهای حساس را بدون آشکارسازی مستقیم فراهم کنند. با این حال، پژوهش‌ها نشان داده‌اند که اعتبار روش مدل متقاطع در برخی شرایط محدود است.

#### خط لوله جعلی
در روش‌های موسوم به خط لوله جعلی، به شرکت‌کننده القا می‌شود که پاسخ‌هایش به پرسش‌نامه با یک آزمون عینی، مانند دستگاه دروغ‌سنج، بررسی خواهد شد — فارغ از اینکه چنین آزمونی واقعاً اجرا شود یا خیر. در این تکنیک، پژوهشگر باید شرکت‌کننده را متقاعد کند که دستگاهی وجود دارد که می‌تواند نگرش‌ها و تمایلات واقعی او را به‌دقت اندازه‌گیری کند.
گرچه این روش پرسش‌هایی اخلاقی را در رابطه با استفاده از فریب در تحقیقات روان‌شناختی مطرح می‌کند، تکنیک خط لوله جعلی در دهه ۱۹۷۰ به‌سرعت محبوب شد. با این حال، استفاده از آن از دهه ۱۹۹۰ به‌تدریج کاهش یافت. در واکنش به این روند، روز و جمیسون در سال ۱۹۹۳ با استفاده از داده‌های بیست سال پژوهش، یک فراتحلیل از اثربخشی این روش در کاهش سوگیری مطلوبیت اجتماعی انجام دادند. آن‌ها دریافتند که اگرچه این روش به‌طور معناداری مؤثر است، کاهش استفاده از آن ممکن است صرفاً به‌دلیل خارج شدن از مُد یا دشوار بودن اجرای منظم آن برای پژوهشگران باشد.
روز و جمیسون در نهایت پیشنهاد کردند که با ایجاد تعدیلات ساده می‌توان این تکنیک را کاربر پسندتر و قابل‌استفاده‌تر برای محققان کرد.

## سایر سبک‌های پاسخ‌دهی
سبک پاسخ‌دهی افراطی  به گرایش افراد به انتخاب گزینه‌های بسیار شدید اشاره دارد؛ برای نمونه، انتخاب گزینه‌های «۱» یا «۷» در مقیاس‌های هفت‌درجه‌ای. در نقطهٔ مقابل، سوگیری میانه‌روی  به ترجیح پاسخ‌گویی با انتخاب گزینه‌های میانی، مانند «۳» تا «۵» در همان مقیاس، اطلاق می‌شود.
موافقت‌گرایی  نیز به تمایل پاسخ‌دهنده برای تأیید یا موافقت با گزاره‌ها اشاره دارد، بدون در نظر گرفتن محتوای واقعی آن‌ها؛ به‌عبارتی، گرایش به پاسخ‌های مثبت یا «بله‌گویی» مستقل از مضمون پرسش.
این سبک‌های پاسخ‌دهی با سوگیری مطلوب اجتماعی تفاوت دارند، چرا که به محتوای سؤال وابسته نیستند و ممکن است هم در زمینه‌های اجتماعی خنثی و هم در زمینه‌های مطلوب یا نامطلوب بروز یابند. در حالی‌که، سوگیری مطلوب اجتماعی ذاتاً به زمینه‌های اجتماعیِ مثبت یا مورد تأیید جامعه مربوط است.

## نیز ببینید
1. گام‌برداری تصادفی سوگیرانه روی گراف
2. اثر بردلی
3. تحریف دانشی
4. مغالطه اخلاق‌گرایانه
5. تحریف ترجیحی
6. نظرسازی ساختگی
7. واکنش‌پذیری (روان‌شناسی)
8. سوگیری پاسخ‌دهی
9. خودسانسوری
10. مطالعهٔ خود گزارشی
11. اکثریت خاموش
12. سوگیری تأثیر اجتماعی
13. سوگیری در رسانه‌های اجتماعی
14. پژوهش اجتماعی
15. فضیلت‌فروشی
16. اثر نگاه ناظر